# Joachim Schumacher (Fotograf)
Joachim Schumacher (* 26. Oktober 1950 in Saarbrücken) ist ein deutscher Fotograf.

## Leben und Wirken
Joachim Schumacher studierte von 1972 bis 1977 visuelle Kommunikation und Fotodesign an der Gesamthochschule Essen, ehemals Folkwangschule bei Otto Steinert. Von 1978 bis 1980 arbeitete er als Fotograf beim Presseamt/Amt für Stadtwerbung der Stadt Essen. Seit 1980 ist er freiberuflich tätig. Von 1987 bis 1992 war er Mitglied der Fotografengruppe ANTRAZIT und von 1992 bis 2000 Mitglied des Journalistenbüros Essen. Joachim Schumacher gilt in seiner sachlich dokumentarischen Darstellungsweise als Chronist der Ruhrgebietslandschaft. Seine Werke befinden sich unter anderem in der Sammlung des Ruhr Museums.
Seit 2011 lebt er in Gelsenkirchen.

## Einzelausstellungen (Auswahl)
- 1978 Landschaften im Ruhrgebiet, Galerie Lichtblick, Dortmund
- 1979 Zersiedlung Ruhrgebiet, Museum Folkwang, Essen
- 2010–2011 Emscher Revier, VHS-Galerie Herne-Wanne, bild.sprachen Stadtteil Galerie, Gelsenkirchen
- 2011 Emscher Revier - Industrielandschaft im Prozess, LWL-Industriemuseum Zeche Zollern, Dortmund
- 2014 Von dieser Welt, Zeche Zollverein, Essen, L.A. Galerie, Frankfurt

## Ausstellungsbeteiligungen (Auswahl)
- 1987–1990 Endlich so wie überall, Museum Folkwang, Essen; Art Gallery 54, New York; Goethe-Institut Houston, Texas; Angermuseum, Erfurt (Katalog)
- 1990–1991 Steinert und Schüler, Museum Folkwang, Essen (Katalog)
- 1991 Gottes Häuser – Kirche in der Stadt, Evangelischer Kirchentag Dortmund
- 1994 Vis à Vis, Ruhrlandmuseum Essen (Fotografen aus dem Ruhrgebiet und aus Lothringen fotografieren ihre Region) (Katalog)
- 1997 Köln-Mindener Eisenbahn, Rheinisches Industriemuseum Oberhausen
- 1999 Schön ist es auch anderswo, Rheinisches Industriemuseum Oberhausen (Katalog)
- 2000 Schwarzweiß und Farbe, Zeche Zollverein, Essen (Katalog)
- 2003–2012 Pixelprojekt Ruhrgebiet – Ausstellungen der Neuaufnahmen, Wissenschaftspark Rheinelbe, Gelsenkirchen
- 2010 ÜberTage-Fotografische Positionen zur Gegenwart einer Region – Kunstmuseum Mülheim an der Ruhr

## Publikationen
- Hüttenstraße, Bergeborbeck, Rheinland Verlag, Köln 1973, ISBN 3-7927-1652-6.
- Über Tage – unter Tage, Bergarbeiterleben heute, Verlag C.H. Beck, München 1985, ISBN 978-3406308338.
- Endlich so wie überall, Schriftenreihe der Kulturstiftung Ruhr, 1985.
- Das Ruhrgebiet. Ein starkes Stück Deutschland im Bild, Verlag Peter Pomp, Bottrop/Essen 1995, ISBN 978-3893551194.
- Ruhrgebietslandschaften 1975–1996, Rheinland Verlag, Köln 1997, ISBN 3-7927-1653-4.
- Historie und Hässlichkeit, Klartext Verlag, Essen 2007, ISBN 978-3898618168.
- R.M. Schindler, Taschen, Köln 2008, ISBN 978-3822839638.
- Die Ruhr – Lebensader einer Region, Klartext Verlag, Essen 2008, ISBN 978-3898619585.
- Atlas der Metropole Ruhr, Emons Verlag, Köln 2009, ISBN 978-3897056916.
- Emscher Revier – Industrielandschaft im Prozess, Klartext Verlag, Essen 2011, ISBN 978-3837503531.
- Das Gebiet – Fotografien von 1976–94, Druckverlag Kettler, Dortmund 2014, ISBN 978-3862062263.
- Von dieser Welt, Druckverlag Kettler, Dortmund 2014, ISBN 978-3862064106.